# Pepin (Wisconsin)
Pepin ist eine Gemeinde (mit dem Status „Village“) im Pepin County im US-amerikanischen Bundesstaat Wisconsin. Im Jahr 2010 hatte Pepin 837 Einwohner.

## Geografie
Pepin liegt im Westen Wisconsins, rund 5 km westnordwestlich der Mündung des Chippewa River in den Lake Pepin, einem natürlichen Stausee des Mississippi. Dieser bildet die natürliche Grenze Wisconsins zum benachbarten Bundesstaat Minnesota. 
Die geografischen Koordinaten von Pepin sind 44°26'28" nördlicher Breite und 92°08'53" westlicher Länge. Das Gemeindegebiet erstreckt sich über eine Fläche von 1,81 km² und wird vollständig von der Town of Pepin umgeben, ohne dieser anzugehören.
Nachbarorte von Pepin sind Stockholm (10,4 km nordwestlich), Nelson (12,5 km östlich) und Wabasha am gegenüberliegenden Mississippiufer in Minnesota (18,7 km ostsüdöstlich).
Die nächstgelegenen größeren Städte sind Eau Claire (83,2 km nordöstlich), La Crosse am Mississippi (118 km südöstlich), Wisconsins Hauptstadt Madison (321 km in der gleichen Richtung), Rochester in Minnesota (83,3 km südsüdwestlich), die Twin Cities in Minnesota (107 km nordwestlich) und Duluth am Oberen See in Minnesota (309 km nördlich).

## Verkehr
Durch Pepin führt entlang des Mississippi der den Wisconsin-Abschnitt der Great River Road bildende Wisconsin State Highway 35. Alle weiteren Straßen im Gemeindegebiet von Pepin sind untergeordnete Landstraßen, teils unbefestigte Fahrwege oder innerstädtische Verbindungsstraßen.
Entlang des Mississippi verläuft eine Eisenbahnlinie der BNSF Railway, auf der ausschließlich Fracht transportiert wird.
Der nächstgelegene Flughafen ist der Chippewa Valley Regional Airport in Eau Claire (92,8 km nordöstlich).
Der nächste Großflughafen ist der 118 km nordwestlich gelegene Minneapolis-Saint Paul International Airport.

## Geschichte
Der Ort wurde ebenso wie das gesamte County nach den französischen Entdeckern Pierre und Jean Pepin du Chardonnets benannt, die um 1679 als erste Weiße in die Gegend kamen.
Im Jahr 1855 wurde der heutige Ort angelegt und fünf Jahre später erstmals als Village of Pepin inkorporiert. Wegen Bevölkerungsrückgangs verlor der Ort im Jahr 1864 diesen Status wieder. Eine erneute Inkorporation erfolgte im Jahr 1882.

## Bevölkerung
Nach der Volkszählung im Jahr 2010 lebten in Pepin 837 Menschen in 399 Haushalten. Die Bevölkerungsdichte betrug 462,4 Einwohner pro Quadratkilometer. In den 399 Haushalten lebten statistisch je 1,98 Personen. 
Ethnisch betrachtet setzte sich die Bevölkerung zusammen aus 98,9 Prozent Weißen, 0,2 Prozent Afroamerikanern, 0,2 Prozent amerikanischen Ureinwohnern sowie 0,4 Prozent Asiaten; 0,2 Prozent stammten von zwei oder mehr Ethnien ab. Unabhängig von der ethnischen Zugehörigkeit waren 0,2 Prozent der Bevölkerung spanischer oder lateinamerikanischer Abstammung. 
14,6 Prozent der Bevölkerung waren unter 18 Jahre alt, 57,4 Prozent waren zwischen 18 und 64 und 28,0 Prozent waren 65 Jahre oder älter. 52,2 Prozent der Bevölkerung waren weiblich.
Das mittlere jährliche Einkommen eines Haushalts lag bei 39.500 USD. Das Pro-Kopf-Einkommen betrug 23.076 USD. 15,2 Prozent der Einwohner lebten unterhalb der Armutsgrenze.